# Карін Дейвіс
Карін Дейвіс  (англ. Caryn Davies, 14 квітня 1982) - американська веслувальниця, олімпійська чемпіонка.

## Виступи на Олімпіадах
| Олімпіада   | Дисципліна                     | Місце |
| ----------- | ------------------------------ | ----- |
| Афіни 2004  | вісімка розстібна зі стерновим | 2     |
| Пекін 2008  | вісімка розстібна зі стерновим | 1     |
| Лондон 2012 | вісімка розстібна зі стерновим | 1     |